# Joseph von Sterneck und Ehrenstein
Joseph Daublebsky Freiherr von Sterneck und Ehrenstein verkürzt auch Joseph von Sterneck und Ehrenstein (* 1. Mai oder 2. Mai 1775 in Prag / Kaisertum Österreich; † 29. April oder 1. Mai 1848 in Klagenfurt) war ein österreichischer Beamter aus der Familie Daublebsky von Sterneck. Er war ab 1834 Landeshauptmann von Kärnten sowie Präsident des innerösterreichischen und küstenländischen Appellations- und Oberkriminalgerichts in Klagenfurt.

## Herkunft
Joseph Daublebsky Freiherr von Sterneck und Ehrenstein entstammte einer Patrizierfamilie aus Budweis in Südböhmen, die durch Generationen Bürgermeister der Stadt waren (siehe Daublebsky von Sterneck).

## Leben
Er kam am 1. oder 2. Mai 1775 als Sohn des Doktors der Rechte Jakob Ignaz Eusebius Daublebsky von Sterneck (1748–1826), Reichsfreiherr seit 1792, zur Welt. Dieser war wirklicher Rat des Gubernium und 1795 bis 1817 Kammerprokurator in Mähren und Schlesien und erhielt während seiner Laufbahn zahlreiche Auszeichnungen. So wurde er 1786 von Kaiser Joseph II. in den Ritterstand erhoben, im Jahr 1792 erfolgte die Erhebung in den Reichs- und kurbayrischen Freiherrenstand durch Reichsvikar Karl Theodor mit dem Prädikat zu Ehrenstein und 1807 schließlich die Erhebung in den kaiserlich österreichischen Freiherrenstand durch Kaiser Franz II. (HRR).
Joseph hatte den Bruder Karl Daublebsky Freiherr von Sterneck und Ehrenstein (* 4. September 1779; † 1. Mai 1857), zuletzt Hofrat am Appellationsgericht in Brünn, Urheber der mährischen und schlesischen Gerichtsorganisation der damaligen Zeit.

## Karriere
Nach Absolvierung der Gymnasialzeit in Prag und am Lyzeum in Olmütz wurde Joseph Daublebský von Sterneck Student der Rechtswissenschaften an der Karl-Ferdinands-Universität in Prag. Seine berufliche Laufbahn begann er im Frühjahr 1795 als Askultant am Landgericht in Brünn bzw. als Gerichtsprotokollist im Landgericht in Krakau. Am 13. Juli 1802 wurde er zum Sekretär am Landesgericht Krakau ernannt und heiratete einen Tag später Anna Levinský von Levin (1775–1812), eine Tochter des Vizepräsidenten am westgalizischen Appellationsgericht Adalbert Wenzel Levinský von Levin. Am 30. Jänner 1805 erfolgte die Ernennung als Landrat in Krakau und 1810 eine Versetzung nach Lemberg (bis Februar 1815). 1811 starben in Lemberg sein zweiter Sohn Joseph Wenzel und ein Jahr später seine Ehefrau Anna. 1815 kam Joseph Daublebský von Sterneck nach Klagenfurt in Kärnten; er war als Appellationsrichter dem Appellationsgericht in Innerösterreich zugeteilt worden. 1817 heiratete er seine zweite Frau Franziska Freiin von Kaiserstein (1790–1862), die zweite Tochter von Johann-Nepomuk Philipp Freiherr von Kaiserstein der als Fideikommissinhaber Ländereien (z. B. Schloss Tentschach) in Kärnten besaß. Aus der zweiten Ehe ging der Sohn Otto von Sterneck hervor.
Am 16. August 1817 erhielt er eine Ermahnung der Obersten Justizstelle in Wien, worin ihm Unfleiß und oberflächliche Amtberichte vorgeworfen wurden. Als Entgegnung schickte Joseph Daublebský von Sterneck einen insgesamt 558 Schriftstücke umfassenden Bericht seiner gesammelten Tätigkeiten während seiner Dienstzeit in Klagenfurt nach Wien. Danach erfolgte 1817 eine Versetzung an das küstenländische Appellationsgericht in Fiume in Istrien, 1820 erfolgte seine Rückversetzung nach Klagenfurt. Am 30. Juni 1821 wurde ihm durch den damaligen Landeshauptmann Joseph Camillo Freiherr von Schmidburg die Landstandschaft im Herzogtum Kärnten verliehen. Zwei Jahre später, 1823 wurde er von Kaiser Franz I. zum Präsidenten des Stadt- und Landgerichts von Laibach und des Kriminal-, Merkantil- und Wechselgerichts in der Krain ernannt. In Anerkennung seiner Verdienste in dieser Tätigkeit wurde ihm durch den Kaiser am 2. April 1825 die Landmannschaft im Herzogtum Krain und der Windischen Mark verliehen.
Nach dem Tod von Aloys Ritter von Thinnfeld am 30. Oktober 1827 wurde Joseph Daublebsky von Sterneck dessen Nachfolger als Präsident des Kriminal- und Wechselgerichts in Klagenfurt. 1834 erfolgte durch den Tod von Hieronymus Graf von Platz, Freiherr von Thurn (1777–1834) die Bestellung zum Präsidenten des innerösterreichischen und küstenländischen Appellations- und Kriminal-Obergerichts in Klagenfurt und die Bestellung zum Landeshauptmann von Kärnten. In dieser Funktion war er einer der Initiatoren zur Gründung der Kärntner Sparkasse und von 1835 bis 1847 deren Präsident. Joseph Daublebský Freiherr von Sterneck verfasste zahlreiche rechtswissenschaftliche Bücher, deren Veröffentlichung, bedingt durch die damalige Zensur, meist unterblieb. Er war Förderer des Musik- und Theaterwesens in Klagenfurt.

## Nachlass
Am 29. April oder 1. Mai 1848 starb Joseph Daublebský Freiherr von Sterneck und Ehrenstein im Alter von 73 Jahren in Klagenfurt. Er hinterließ etwa 40 Bände an handschriftlichem Nachlass, die sich bis heute im Privatarchiv der Familie erhalten haben. Geschrieben wurden die Schriftstücke in deutscher, tschechischer, polnischer, französischer, italienischer, englischer, lateinischer und altgriechischer Sprache.
Joseph Daublebský Freiherr von Sterneck und Ehrenstein war Vater des Maximilian Daublebsky von Sterneck (1829–1897), Admiral und Kommandant der österreich-ungarischen Marine.

## Quelle
- Bulletin des Geschichtsvereins für Kärnten, Erstes Halbjahr 2015